# Pedro Dias de Lemos
 Pedro Dias de Lemos   (1450 - ?) foi um dos primeiros povoadores da ilha de São Jorge, Açores e é o tronco da família Lemos na ilha de São Jorge. O morro junto da Vila das Velas em São Jorge chama-se Morro de Lemos pois pertencia a esta Família. 

## Relações Familiares
Foi pai de:
1 - Branca Pires de Lemos (1490 - ?) casou com Bartolomeu Pereira.
2 - João Dias de Lemos (1480 - ?).  